# Gyliano van Velzen
Gyliano van Velzen (Amsterdam, 14 aprile 1994) è un calciatore olandese, attaccante del VVSB.

## Caratteristiche tecniche
È un'ala sinistra.

## Carriera

### Club
È cresciuto nelle giovanili dell'Ajax.

### Nazionale
Ha giocato nelle nazionali giovanili olandesi Under-15, Under-16, Under-17 ed Under-21.

## Statistiche

### Presenze e reti nei club
Statistiche aggiornate al 6 gennaio 2017.
| Stagione        | Squadra         | Campionato      | Campionato | Campionato | Coppe nazionali | Coppe nazionali | Coppe nazionali | Coppe continentali | Coppe continentali | Coppe continentali | Altre coppe | Altre coppe | Altre coppe | Totale | Totale | Totale |
| Stagione        | Squadra         | Comp            | Pres       | Reti       | Comp            | Pres            | Reti            | Comp               | Pres               | Reti               | Comp        | Pres        | Reti        | Pres   | Reti   |        |
| --------------- | --------------- | --------------- | ---------- | ---------- | --------------- | --------------- | --------------- | ------------------ | ------------------ | ------------------ | ----------- | ----------- | ----------- | ------ | ------ | ------ |
| 2012-2013       | Anversa         | TK              | 12         | 1          | CB              | 0               | 0               |                    | -                  | -                  |             | -           | -           | 12     | 1      |        |
| 2013-2014       | Utrecht         | ED              | 5          | 0          | CO              | 0               | 0               |                    | -                  | -                  |             | -           | -           | 5      | 0      |        |
| 2014-2015       | Utrecht         | ED              | 2          | 0          | CO              | 0               | 0               |                    | -                  | -                  |             | -           | -           | 2      | 0      |        |
| Totale Utrecht  | Totale Utrecht  | Totale Utrecht  | 7          | 0          |                 | 0               | 0               |                    | -                  | -                  |             | -           | -           | 7      | 0      |        |
| 2015-2016       | Volendam        | TK              | 30+2       | 1          | CO              | 1               | 0               |                    | -                  | -                  |             | -           | -           | 33     | 1      |        |
| 2016-2017       | Volendam        | TK              | 22         | 1          | CO              | 4               | 1               |                    | -                  | -                  |             | -           | -           | 26     | 2      |        |
| Totale Volendam | Totale Volendam | Totale Volendam | 54         | 2          |                 | 5               | 1               |                    | -                  | -                  |             | -           | -           | 59     | 3      |        |
| 2016-2017       | Roda JC         | ED              | 12         | 1          | CO              | 3               | 1               |                    | -                  | -                  |             | -           | -           | 15     | 2      |        |
| 2017-2018       | Roda JC         | ED              | 15         | 0          | CO              | 3               | 0               |                    | -                  | -                  |             | -           | -           | 18     | 0      |        |
| Totale carriera | Totale carriera | Totale carriera | 100        | 4          |                 | 11              | 2               |                    | -                  | -                  |             | -           | -           | 111    | 6      |        |

## Palmarès

### Club

#### Competizioni giovanili
- FA Youth Cup: 1

Manchester United: 2010-2011